# Khilani
Los Khilani (principios del I milenio a. C.) son una colección de 98 himnos "apócrifos" del Rig-veda (texto épico-mitológico de mediados del II milenio a. C., el primer texto de la literatura de la India).
Son las últimas adiciones al texto del Rig-veda, muy posteriores a este, pero aun así siguen perteneciendo al período Mantra del sánscrito védico.
Fueron aproximadamente contemporáneos de los mantras del Iáyur-veda, el Sama-veda y el Átharva-veda.
Desde el punto de vista lingüístico se entiende que fueron compuestos entre el 1100 y el 900 a. C., en la época del Reino de los kurus.
Hay dos escuelas (shakhas) del Rig-veda que lo vienen recitando diariamente desde que fue compuesto:
- la Bashkala y
- la Sakala.

Los Khilani solo son recitados por el grupo Bashkala.
La diferencia entre las dos recensiones o escuelas es mínima, y solo se refiere realmente a los khilas o valakhilias, o ‘porciones extra’ de los himnos.
Un khila es, literalmente, una franja de tierra no trabajada entre dos campos arados. En el mundo de los textos védicos, es un himno que se ha agregado a la colección original.